# Акико Нивата
Акико Нивата (јап. 庭田 亜樹子; 12. септембар 1984) бивша је јапанска фудбалерка.

## Репрезентација
За репрезентацију Јапана дебитовала је 2003. године.

## Статистика
| Јапан  | Јапан | Јапан |
| Год.   | Ута.  | Гол.  |
| ------ | ----- | ----- |
| 2003   | 1     | 0     |
| Укупно | 1     | 0     |